# Casa Nova
Casa Nova é um município brasileiro do estado da Bahia no semiárido nordestino. Segundo o IBGE, sua população estimada em 2024 era de 75 815 habitantes. Faz parte da Região Administrativa Integrada de Desenvolvimento do Polo Petrolina e Juazeiro.

## História
A localidade de Casa Nova surgiu na primeira metade do século XIX, a partir da descoberta e comercialização de sal em seu território. Algumas publicações mencionam como seu fundador um português senhor Viana, sem revelar mais informações sobre o personagem. Oficialmente o município foi criado por Lei Provincial de 1879, com área desmembrada do município de Remanso, que por sua vez já pertencera a Pilão Arcado. Seu nome original foi São José do Riacho de Casa Nova.
A distância oficial de Salvador a Casa Nova é de 572 km. Durante boa parte do século XX, era normal ir-se de Casa Nova a Juazeiro de barco, vapor ou caminhão. De lá, tomava-se o trem para Salvador, uma vez que a ligação ferroviária Salvador-Juazeiro existia desde 1896. Na segunda metade do século XX, a progressiva decadência do transporte ferroviário no Brasil terminou por atingir o trecho, que foi totalmente desativado em meados da década de 90, depois de passar anos operando apenas para o transporte de cargas. O último trem de passageiros intermunicipal da Bahia, o “Marta Rocha”, que ligava Alagoinhas a Senhor do Bonfim, foi desativado em 1989.
Com o ocaso das ferrovias brasileiras e o não aproveitamento, por vários motivos, do São Francisco como hidrovia, a comunicação de Casa Nova com o mundo passou a depender apenas das rodovias. A ligação Casa Nova-Salvador é feita pela BR-235 (de Casa Nova a Juazeiro), BR-407 (de Juazeiro a Capim Grosso) e BR-324 (de Capim Grosso a Salvador). Este caminho, no entanto, nem sempre é o mais curto. Muito frequentemente, quem sai de Salvador para Casa Nova opta por rodovias alternativas em melhor estado de conservação, o que implica considerável aumento na distância percorrida. Como a barragem de Sobradinho provocou a mudança do local da cidade, Casa Nova, originalmente situada no final de uma rodovia, passou a ser, a partir de 1976, uma cidade de beira de estrada (no caso, a BR-235), com tudo o que isso implica de bom e de ruim. Em anos recentes a rodovia BR-235 começou a ser usada como caminho alternativo por caminhões vindos do Maranhão e Piauí, já que a BR-407 (que liga Picos-PI a Juazeiro-BA) estava esburacada e perigosa (devido ao alto índice de assaltos). O tempo passou, a situação da BR-407 não melhorou, e a BR-235 segue sofrendo as consequências do tráfego pesado, particularmente no trecho entre Casa Nova e Remanso.
Entre agosto de 1879 e janeiro de 1890, Teodoro Sampaio, engenheiro baiano da comissão pelos estudos da navegação no interior do Brasil, percorreu o rio São Francisco da foz até Pirapora (MG), voltando em seguida até Cariranha, de onde partiu para explorar a Chapada Diamantina. A partir do que observou nessa viagem, escreveu vários artigos, reunidos em 1906 no livro “O Rio São Francisco e a Chapada Diamantina”. Um dos capítulos do livro recebeu o título de “As Salinas de Casa Nova”. Nele o autor aborda praticamente apenas a extração do sal, então mais importante atividade econômica do município. Alguns anos antes, em 1867, o São Francisco foi percorrido por Richard Burton, naturalista e explorador inglês conhecido pelo empenho que dedicou à descoberta da nascente do rio Nilo (que terminou sendo encontrada por um outro inglês...). Nas proximidades de Santana Burton escreveu “... o São Francisco (aqui) é um grande espetáculo, de imensa amplitude, lustroso como óleo, e refletindo, como um espelho sem aço, o céu e a terra”.
É provável que o casanovense mais conhecido seja Luiz Viana, pois trata-se de caso raríssimo na política brasileira. Formado em Direito na Faculdade de Recife, foi promotor, juiz e finalmente conselheiro (desembargador) do então Tribunal de Apelação de Revista (atual Tribunal de Justiça) da Bahia, casa que veio a presidir. O título terminou incorporado a seu nome, e foi como “Conselheiro Luiz Viana” que ele passou a ser definitivamente conhecido. Depois de ter presidido o Poder Judiciário da Bahia, Luiz Viana foi também senador estadual e presidente do Senado Estadual, o equivalente aos atuais deputado estadual e presidente da Assembleia Legislativa. Finalmente, foi governador da Bahia de 1896 e 1900. Completou, assim, a “tríplice coroa” do poder estadual à época. Seu governo foi marcado pela guerra de Canudos (novembro de 1896 a outubro de 1897). Da última década do século XIX até 1920, quando faleceu, o conselheiro Luiz Viana exerceu grande influência na política baiana. Seu filho, que foi senador e governador da Bahia, além de escritor e membro da Academia Brasileira de Letras, nasceu em Paris, filho de mãe alemã (segunda esposa do pai), tendo sido registrado como Henrique Luiz Viana. Somente anos mais tarde, ao fazer seu registro de emancipação no cartório da Sé, em Salvador, passou a se chamar oficialmente Luiz Viana Filho.
Os acontecimentos mais marcantes na história de Casa Nova são o massacre de Pau de Colher, em 1938, e a mudança, em 1976, da localização da cidade devido à construção da barragem de Sobradinho e a consequente inundação da área original da cidade, com a formação do lago.
O movimento de Pau de Colher, localidade do município, guarda várias semelhanças com o de Canudos, tendo terminado, assim como este, com a intervenção de tropas estaduais e federais e a morte de centenas de participantes. Foi assunto de mais de um livro, sendo o mais recente “Pau de Colher – Um pequeno Canudos – Conotações políticas e ideológicas”, do casanovense Raimundo Estrela, publicado em 1997.
O lago formado com a barragem de Sobradinho cobriu as cidades originais de Casa Nova, Pilão Arcado, Remanso e Sento Sé. A mudança das cidades e das populações ribeirinhas por causa da barragem inspirou músicas (“Sobradinho”, de Sá e Guarabira), literatura de cordel e trabalhos que circularam no meio acadêmico. Mas, em plena década de 70, época do “Brasil grande” do governo militar, só se falou sobre os benefícios da gigantesca obra, ficando o grande público carente de uma visão menos parcial sobre o assunto. Mais recentemente, com a discussão da transposição do rio São Francisco, o tema passou a despertar novo interesse. Um exemplo foi a publicação, em 2005, do livro “Os Descaminhos do São Francisco”, de Marco Antônio Tavares Coelho, em que o autor faz um histórico da utilização do rio, abordando, entre outros assuntos, erros cometidos na construção da barragem de Sobradinho.
Uma consequência direta da construção da barragem de Sobradinho foi a transformação, pelo Decreto-lei nº 1316, de 12 de março de 1974 (últimos dias do governo do General Médici), de Casa Nova, Pilão Arcado Remanso e Sento Sé em municípios de interesse da segurança nacional, categoria em que já se encontravam, por exemplo, aqueles localizados na fronteira do Brasil ou possuidores de instalações estratégicas, como refinarias de petróleo. A partir desse decreto lei, o prefeito dos quatro municípios deixou de ser eleito diretamente, passando a ser indicado pelo governador da Bahia, tendo este antes o cuidado de submeter o nome de seu escolhido ao Presidente da República, por meio do Ministro da Justiça. Se o nome fosse rejeitado, o governador teria dez dias para escolher um outro. Somente em 1985 Casa Nova voltou a eleger diretamente seu prefeito.

## Geografia
Casa Nova se situa às margens do rio São Francisco, estando, precisamente, na região do Médio São Francisco, seguindo a divisão da bacia do rio que se triparte em Alto São Francisco (da nascente até a cidade de Pirapora), Médio São Francisco (de Pirapora até a cachoeira de Paulo Afonso) e Baixo São Francisco (da cachoeira de Paulo Afonso à foz, entre Sergipe e Alagoas).
A área total do município é de 9.657,51 km², o que o torna um dos maiores em território na Bahia. Para fins de comparação, Luxemburgo, país europeu com um alto PNB (Produto Nacional Bruto) per capita no mundo, tem 2.586 km². Ao longo de sua história, houve mais de uma tentativa de emancipar de Casa Nova seu distrito mais desenvolvido, Santana do Sobrado, o que terminou não ocorrendo até hoje.

## Organização Político-Administrativa
O Município de Casa Nova possui uma estrutura político-administrativa composta pelo Poder Executivo, chefiado por um Prefeito eleito por sufrágio universal, o qual é auxiliado diretamente por secretários municipais nomeados por ele, e pelo Poder Legislativo, institucionalizado pela Câmara Municipal de Casa Nova, órgão colegiado de representação dos munícipes que é composto por vereadores também eleitos por sufrágio universal.

### Atuais autoridades municipais de Casa Nova
- Prefeito: Anísio Viana de Castro Neto -  PMDB (2025/2028)[7]
- Vice-prefeito: Manoel Galdino Araujo De Souza - PSD (2025/2028)
- Presidente da Câmara: Fabrine De Lima Pinto - PSDB (2025/2026)[8]

## Economia
Mais de 1 milhão de garrafas de vinho são produzidas anualmente em Casa Nova. Não é pouco, considerando que se trata de indústria relativamente recente no município. O Rio Grande do Sul, maior produtor do país, concentra aproximadamente 85% da produção vinícola brasileira e já tem marcas de valor reconhecido nacionalmente. No município é normal serem colhidas duas safras de uva por ano. Para a produção de vinho, porém, quantidade importa menos que qualidade. Produzir bons vinhos a um preço competitivo é um desafio para o Brasil em geral e para a região do Baixo Médio São Francisco em particular. Trata-se de mercado com enorme potencial de crescimento, pois o consumo per capita anual da bebida no Brasil é de modestos 1,61 litros/ano por habitante (dados de 2009 - www.wineinstitute.org). Na França esse valor é de 45,23 litros/ano e na Austrália, país de clima mais próximo ao nosso, de 23,19 litros/ano. Para constar, o consumo médio de cerveja no Brasil é de 57 litros/ano por habitante (dados de 2009 - Sindicerv - Sindicato Nacional da Indústria da Cerveja).
Casa Nova tem o maior rebanho de caprinos da Bahia, com 403.410 cabeças (dados da pesquisa Produção Pecuária Municipal, realizada pelo IBGE em 2005). A Bahia, por sua vez, tem o maior rebanho de caprinos do Brasil. São números importantes, mas que, sozinhos, pouco dizem. A caprinocultura, tradicionalmente associada à subsistência no Brasil, só recentemente passou a receber, na região de Casa Nova, um maior cuidado em relação à melhoria da qualidade do rebanho. Essas medidas, aliadas ao beneficiamento local da carne e o leite de cabra, podem, a médio prazo, multiplicar o potencial econômico da criação de caprinos no município.

### Turismo
O turismo de Casa Nova está estritamente ligado ao Rio São Francisco, constituído principalmente de praias de água doce como as Dunas do Velho Chico e a Ilha dos Moisés. A vinicultura é, também, um atrativo turístico no município.
Anteriormente, a cidade de Casa Nova era no local das Dunas, mas depois da construção da Barragem do Sobradinho em 1973, a cidade foi inundada e teve que se mudar pras margens da BR 235.